# 5064 Tanchozuru
Az 5064 Tanchozuru (ideiglenes jelöléssel 1990 FS) a Naprendszer kisbolygóövében található aszteroida. Masanori Matsuyama,  Vatanabe Kazuró fedezte fel 1990. március 16-án.